# Jemmy E Bingham
Jemmy E Bingham, född 3 december 1928 i Georgetown, Guyana som Jemmy Rohoman, död 17 december 2013 i Bashan Hill, Exeter, Barry County, Missouri, var ledare för trossamfundet The Davidian Seventh Day Adventist Association (DSDA) från maken och grundaren Martin James Binghams död 1988 till sin egen död.
Bingham växte upp i Guyana och kom att studera vid Caribbean Training College på Trinidad. 1954 ordinerades hon till pastor och missionär inom General Association of Davidian Seventh-day Adventists där hon lärde känna sin blivande make. Tillsammans bildade de DSDA 1962.
1970 flyttade makarna Bingham till Bashan Hill där de levde fram till sin död. 1973 registrerades DSDA av delstatsmyndigheterna i Missouri som en ideell förening med säte i Bashan Hill. Makarna Bingham och Edward Schwengel undertecknade registreringsdokumentet.